# Jonathan Mason

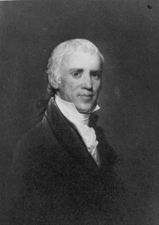
Jonathan Mason

Jonathan Mason, född 12 september 1756 i Boston, Massachusetts, död där 1 november 1831, var en amerikansk politiker.
Mason gick i skola i Boston Latin School. Han utexaminerades 1774 från College of New Jersey (numera Princeton University). Han studerade därefter juridik och inledde 1779 sin karriär som advokat i Boston. Han var ledamot av delstatens representanthus 1786-1796 och 1805-1808. Han var medlem av guvernörens råd Massachusetts Governor's Council (även executive council) 1797-1798. Han var också ledamot av delstatens senat 1799-1800 och 1803-1804. Senator Benjamin Goodhue avgick 1800 och Mason valdes som federalist till USA:s senat, där han satt 1800-1803. Han representerade delstaten Massachusetts första distrikt i USA:s representanthus 1817-1820 och arbetade därefter åter som advokat i Boston.
Masons grav finns på Mount Auburn Cemetery i Cambridge, Massachusetts.